# Arsirrhyncha fibriculata
Arsirrhyncha fibriculata är en fjärilsart som beskrevs av Edward Meyrick 1938. Arsirrhyncha fibriculata ingår i släktet Arsirrhyncha och familjen plattmalar. Inga underarter finns listade i Catalogue of Life.